# Rostro de Boe
El Rostro de Boe (en inglés: Face of Boe) es un personaje de serie británica Doctor Who. Tiene apariencia de una cabeza humanoide gigante. Se comunica con la gente a través de la telepatía.

## Biografía
Es una de las criaturas más viejas del universo conocido. Su origen no está confirmado, pero en un episodio el Capitán Jack Harkness comentó que de joven tenía apodo Rostro de Boe; esto hace suponer que él podría ser el Rostro de Boe ya que es inmortal desde el capítulo Lobo malo (Bad Wolf).

### El fin del mundo
El Rostro de Boe apareció por primera vez en la serie en el episodio El fin del mundo donde en el año cinco mil millones varios personajes alienígenas admiraban la destrucción del planeta Tierra debido a la expansión del Sol; el Rostro de Boe fue el auspiciador del evento.

### Nueva Tierra
Se vuelve a verle en el episodio Nueva Tierra donde 23 años después de los eventos de El fin del mundo, en el año 5.000.000.023 fue hosptalizado en el hospital de Nueva Nueva York. El Doctor había recibido un mensaje en su papel psíquico, más tarde resultó que el remitente del mensaje fue el Rostro de Boe. Estaba ya muriéndose de vejez. Una enfermera del hospital le dijo al Doctor que las últimas palabras del Rostro de Boe serían un gran secreto que sería revelado a un viajero, el hombre sin hogar, el dios solitario.
El Rostro de Boe logró recuperarse. Cuando el Doctor se reunió con él, le pregunta por el mensaje, pero el Rostro de Boe le contestó que volverían a verse una vez más y sería la última vez cuando se verían, y que entonces le diría el mensaje.

### Atasco
La última vez cuando el Doctor se reunió con el Rostro de Boe fue en el episodio Atasco, en el año 5.000.000.053. Al morirse reveló al Doctor el mensaje, le dijo que no estaba solo, refiriéndose a la existencia de otros Señores del Tiempo (al Amo). El Doctor no le creyó.

### Otras apariciones
- Una jugada larga: en la Televisión BadWolf dan la noticia según la cual el Rostro de Boe estaba embarazado.
- Utopía: como un recuerdo.
- El fin del viaje: le menciona Davros, aparece como un recuerdo.